# Ołeh Kowałenko
Ołeh Ihorowycz Kowałenko, ukr. Олег Ігорович Коваленко (ur. 11 kwietnia 1988 w Odessie) – ukraiński piłkarz, grający na pozycji napastnika, a wcześniej pomocnika.

## Kariera piłkarska

### Kariera klubowa
Wychowanek Czornomorca Odessa, barwy którego bronił w juniorskich mistrzostwach Ukrainy (DJuFL). Również w juniorskich rozgrywkach bronił barw klubów Obrij Nikopol i UFK Dniepropetrowsk. W 2006 rozpoczął karierę piłkarską w Heliosie Charków. W 2007 wyjechał za granicę, gdzie został piłkarzem mołdawskiego Zimbru Kiszyniów, ale nie zagrał żadnego meczu i po zakończeniu sezonu przeszedł do estońskiego pierwszoligowego klubu Pärnu Vaprus. Wiosną 2009 powrócił do Ukrainy, gdzie po występach w Kreminiu Krzemieńczuk podpisał 1-roczny kontrakt z Dnistrem Owidiopol, w którym wcześniej występował jego starszy brat Denys Kowałenko. W 2010 powrócił do Kreminia Krzemieńczuk, a latem przeniósł się do klubu Jednist' Płysky.

### Kariera reprezentacyjna
W 2004 występował w juniorskiej reprezentacji Ukrainy, w której zdobył 2 bramki w 7 meczach.